# 上鞘師町
上鞘師町（かみさやしまち）は、江戸期から現在にかけての青森県弘前市の地名。郵便番号は036-8354。2017年6月1日現在の人口は131人、世帯数は75世帯。

## 地理
青森県道31号弘前鯵ケ沢線に位置する坂沿いの町。町域の北部は下鞘師町・百石町小路、東部は百石町、南部は鉄砲町、西部は元寺町に接する。

## 歴史
- 慶安2年 - 寺院の敷地だったが、隣接する寺町（現：元寺町）の大火後、鞘師町（現：上白銀町）が当地と下鞘師町に移転して成立（正保3年の津軽弘前城之絵図）。このため、下鞘師町と合わせて、新鞘師町としている町絵図もある。
- 万治2年 - 鞘師町と見える（弘前中惣屋敷絵図）。
- 寛文13年 - 本寺町三丁目と見える（弘前中惣屋敷絵図）。
- 延宝5年 - 当地が白銀町三丁目、下鞘師町が鞘師町一丁目、元寺町小路が鞘師町二丁目とある。また、藩の御用達鞘師大川善兵衛は当地に住んでおり、町名が変化しても多くの鞘師集団が居住していたものと思われる（弘前惣御絵図）。
- 延宝6年 - 大川善兵衛ほか、18軒の屋敷割りが見られ、鑓師・武士も含め、21人が居住（弘前町方屋敷割）。
- 享保4年 - 上鞘師町・下鞘師町の区別は無く、両方とも鞘師町と見える（町屋数円）
- 寛政12年 - 当地が鞘師町、下鞘師町が元鞘師町とある（弘前大絵図）
- 天保8年 - 町屋が20軒（弘前絵図）。
- 文久3年 - 鉄砲細工場が設置される（津軽歴代記類）。
- 明治初年 - 戸数40。町域は「上は元寺町より下は百石町まで一丁二十間、幅五間」とある（国誌）。以後、当地は元寺町と百石町の商店街を結ぶ町として発展する。
- 1915年（大正4年） - 東長町から弘前商業会議所（現：弘前商工会議所）の新館と、物産陳列所が当地の南部に移転。

### 沿革
- 寛文13年 - 本寺町三丁目と称される。
- 延宝5年 - 白銀町三丁目と称される。
- 万治2年・寛政12年 - 鞘師町と称される。
- 江戸期 - 弘前城下の一町。
- 明治初年〜明治22年 - 弘前を冠称。
- 1889年（明治22年） - 弘前市に所属。

## 施設

### 医療
- 福原歯科医院
- 福原循環器内科クリニック

### 宿泊
- ホテルニューキャッスル

### その他
- 三上法律事務所
- 宇野鉄砲火薬店
- 弘前商工会議所会館

## 小・中学校の学区
市立小・中学校に通う場合、学区は以下の通りとなる。
| 大字     | 番地 | 小学校             | 中学校             |
| -------- | ---- | ------------------ | ------------------ |
| 上鞘師町 | 全域 | 弘前市立時敏小学校 | 弘前市立第一中学校 |

## 交通
- 弘南バス

ホテルニューキャッスル前（土手町循環100円バス、他）停留所。